# Переездной
Переездной — хутор в Павловском районе Воронежской области Российской Федерации. Входит в Красное сельское поселение.

## География
Хутор располагается на северо-востоке поселения.
Село, как и вся Воронежская область, живёт по Московскому времени.

### Улицы
На хуторе 5 улиц: 1-я Ливенская, 2-я Ливенская, Новосёлов, Пирогова и Широкая.

## История
Хутор основан в 1924 году переселенцами из хуторов Павловского уезда.

## Население
| 1980 | 2007 | 2009 | 2010 |
| ---- | ---- | ---- | ---- |
| 232  | ↘212 | ↘202 | ↘182 |